# Euphorbia eilensis
Euphorbia eilensis ist eine Pflanzenart aus der Gattung Wolfsmilch (Euphorbia) in der Familie der Wolfsmilchgewächse (Euphorbiaceae).

## Beschreibung
Die sukkulente Euphorbia eilensis wächst als winziger Strauch bis 2 Zentimeter Höhe. Durch eine intensive Verzweigung werden Klumpen bis 5 Zentimeter Durchmesser gebildet. Aus der dicken und sukkulenten Wurzel entspringen bis 3 Zentimeter lange Triebe, die gelegentlich rhizomartig wachsen und 7 Zentimeter Länge aufweisen. Sie sind stielrund, haben einen Durchmesser von 7 Millimeter und sind in einem Abstand von bis zu 5 Millimeter zueinander mit Warzen besetzt, die in fünf spiraligen Reihen angeordnet sind. Die verkehrt eiförmigen Dornschildchen werden bis 5 Millimeter lang und 2,5 Millimeter breit. Sie stehen einzeln und sind schwarz gefärbt. Es werden dünne, 3 bis 10 Millimeter lange Dornen ausgebildet.
Der Blütenstand besteht aus einzelnen und einfachen Cymen, die an 2 Millimeter langen Stielen angeordnet sind. Die Cyathien erreichen einen Durchmesser von 2,5 Millimeter und die rechteckigen Nektardrüsen sind gelblich gefärbt und stoßen aneinander. Der Fruchtknoten ragt an einem zurückgebogenen Stiel heraus und ist sehr klein papillös. Über die Früchte und Samen ist nichts bekannt.

## Verbreitung und Systematik
Euphorbia eilensis ist in Zentral-Somalia in Felstaschen auf Kalksteinebenen verbreitet.
Die Erstbeschreibung der Art erfolgte 1992 durch Susan Carter Holmes.